# Championnat d'Irlande du Nord de football 1996-1997
Navigation
Édition précédente Édition suivante
Le 95e Championnat d'Irlande du Nord de football se déroule en 1996-1997. Crusaders FC remporte son quatrième titre de champion d’Irlande du Nord avec trois points d’avance sur le deuxième Coleraine FC. Glentoran FC, complète le podium.  
Les équipes jouent en tout 28 matchs. Elles affrontent donc tous leurs adversaires quatre fois, deux fois à domicile et deux fois à l’extérieur.
Cette saison pas de relégation en deuxième division. Dans le cadre de l’agrandissement de la première division, deux équipes sont promues : Ballymena United et Omagh Town
Avec 16 buts marqués en 28 matchs,  Gary Haylock  de Portadown FC remporte pour la deuxième fois consécutive le titre de meilleur buteur de la compétition.

## Les 8 clubs participants
| Club            | Stade            | Capacité | Ville       |
| --------------- | ---------------- | -------- | ----------- |
| Ards FC         | Castlereagh Park | 8 000    | Newtownards |
| Cliftonville FC | Solitude         | 7 200    | Belfast     |
| Coleraine FC    | The Showgrounds  | 6 600    | Coleraine   |
| Crusaders FC    | Seaview          | 9 100    | Belfast     |
| Glenavon FC     | Mourneview Park  | 7 300    | Lurgan      |
| Glentoran FC    | The Oval         | 14 100   | Belfast     |
| Linfield FC     | Windsor Park     | 20 500   | Belfast     |
| Portadown FC    | Shamrock Park    | 5 800    | Portadown   |

## Compétition

### Classement
Le classement est établi sur le barème de points classique (victoire à 3 points, match nul à 1, défaite à 0).
| Rang | Équipe          | Pts | J  | G  | N  | P  | Bp | Bc | Diff |
| ---- | --------------- | --- | -- | -- | -- | -- | -- | -- | ---- |
| 1    | Crusaders FC    | 46  | 28 | 12 | 10 | 6  | 39 | 26 | +13  |
| 2    | Coleraine FC    | 52  | 28 | 10 | 13 | 5  | 36 | 30 | +6   |
| 3    | Glentoran FC    | 46  | 28 | 10 | 11 | 7  | 36 | 30 | +6   |
| 4    | Portadown FC T  | 44  | 28 | 10 | 8  | 10 | 36 | 32 | +4   |
| 5    | Linfield FC     | 41  | 28 | 10 | 8  | 10 | 35 | 33 | +2   |
| 6    | Glenavon FC C   | 29  | 28 | 8  | 11 | 9  | 35 | 34 | +1   |
| 7    | Cliftonville FC | 25  | 28 | 7  | 9  | 12 | 23 | 38 | -15  |
| 8    | Ards FC         | 14  | 28 | 5  | 10 | 13 | 33 | 50 | -17  |

| Légende : Qualifications et relégations | Légende : Qualifications et relégations                                      |
| --------------------------------------- | ---------------------------------------------------------------------------- |
|                                         | Ligue des champions de l'UEFA 1997-1998                                      |
|                                         | Coupe d'Europe des vainqueurs de coupe de football 1997-1998                 |
|                                         | Coupe UEFA 1997-1998                                                         |
|                                         | Relégation en deuxième division                                              |
|                                         | T : Tenant du titre C : Vainqueurs de la Coupe d'Irlande du Nord de football |

## Bilan de la saison
| Tableau d'Honneur                         |              |
| Compétition                               | Vainqueur    |
| Championnat d'Irlande du Nord de football | Crusaders FC |
| Coupe d'Irlande du Nord de football       | Glenavon FC  |

| Promotions et relégations |                             |
| Relégués                  | Aucun                       |
| Promus                    | Ballymena United Omagh Town |

## Statistiques

### Meilleur buteur
1. Gary Haylock, Portadown FC, 16 buts